# Аккесене
Аккесене — древний город-крепость на территории Таласского района Жамбылской области Казахстана. Находится в низовьях Таласской долины в 30 км к западу от села Ушарал (по другим, нестыкующимся данным, в 45 км к западу от Тараза). В 1896 году исследован В. А. Каллауром. Точная дата возникновения неизвестна. Крепость четырехугольной формы, площадь 100×100 м, имеет ограждение.
На северо-западе крепости находится башня из сырцового кирпича высотой 9 м. Башня Аккесене является одной из немногих сохранившихся сторожевых башен кипчакского периода (XIII—XVII веков). Имеет статус памятника архитектуры.
Рядом с нею расположена крепость Коккесене. Возможно, в названиях этих крепостей присутствуют тюркские слова ак («запад») и кок («восток»), поскольку именно таково их взаиморасположение.